# Паскуотанк (округ)
Округ Паскуотанк (англ. Pasquotank County) располагается в штате Северная Каролина, США. Официально образован в 1668 году. По состоянию на 2010 год, численность населения составляла 40 661 человек.

## География
По данным Бюро переписи США, общая площадь округа равняется 748,511 км2, из которых 587,931 км2 суша и 163,170 км2 или 40,490 % это водоёмы.

## Население
По данным переписи населения 2010 года в округе проживает 40 661 жителей в составе 13 907 домашних хозяйств и 9 687 семей. Плотность населения составляет 59,00 человек на км2. На территории округа насчитывается 14 289 жилых строений, при плотности застройки около 24,00-х строений на км2. Расовый состав населения: белые — 56,70 %, афроамериканцы — 37,80 %, коренные американцы (индейцы) — 0,30 %, азиаты — 1,10 %, гавайцы — 0,00 %, представители других рас — 1,80 %, представители двух или более рас — 2,20 %. Испаноязычные составляли 4,00 % населения независимо от расы.
В составе 33,40 % из общего числа домашних хозяйств проживают дети в возрасте до 18 лет, 50,40 % домашних хозяйств представляют собой супружеские пары проживающие вместе, 16,30 % домашних хозяйств представляют собой одиноких женщин без супруга, 29,50 % домашних хозяйств не имеют отношения к семьям, 25,40 % домашних хозяйств состоят из одного человека, 11,40 % домашних хозяйств состоят из престарелых (65 лет и старше), проживающих в одиночестве. Средний размер домашнего хозяйства составляет 2,52 человека, и средний размер семьи 3,01 человека.
Возрастной состав округа: 24,90 % моложе 18 лет, 11,30 % от 18 до 24, 28,40 % от 25 до 44, 21,30 % от 45 до 64 и 21,30 % от 65 и старше. Средний возраст жителя округа 36 лет. На каждые 100 женщин приходится 93,80 мужчин. На каждые 100 женщин старше 18 лет приходится 90,10 мужчин.
Средний доход на домохозяйство в округе составлял 30 444 USD, на семью — 36 402 USD. Среднестатистический заработок мужчины был 30 072 USD против 21 652 USD для женщины. Доход на душу населения составлял 14 815 USD. Около 15,50 % семей и 18,40 % общего населения находились ниже черты бедности, в том числе — 25,50 % молодежи (тех, кому ещё не исполнилось 18 лет) и 17,90 % тех, кому было уже больше 65 лет.